# Партия социалистической альтернативы
Партия социалистической альтернативы (рум. Partidul Alternativa Socialistă) — коммунистическая политическая партия в Румынии. Эта партия стояла у основания Европейских левых.

## История
Партию учредили в 2003 году радикальные неокоммунисты во главе с предпринимателем Константином Ротару, порвавшие с Социалистической партией труда (Partidul Socialist al Muncii, PSM), ранее состоявшей в блоке с националистической «Великой Румынией». Ротару и его сторонники подчёркивали левый социалистический характер своей идеологии. Они не приняли решения лидера PSM Иона Сасу об объединении с правящей Социал-демократической партией. Среди основателей новой партии был экс-министр внутренних дел генерал Секуритате Ион Стэнеску. 
До июля 2010 носила название Партия социалистического альянса (рум. Partidul Alianța Socialistă), затем сменила название на Румынская коммунистическая партия (рум. Partidul Comunist Român), однако суд запретил переименование, и 1 декабря 2013 приняла нынешнее название. На местных выборах 2013 года получила 34 места.

## Ссылка
- Текущий сайт Архивная копия от 13 июля 2018 на Wayback Machine
- Старый сайт партии